# Pareuchiloglanis brevicaudatus
Pareuchiloglanis brevicaudatus är en fiskart som beskrevs av Nguyen 2005. Pareuchiloglanis brevicaudatus ingår i släktet Pareuchiloglanis och familjen Sisoridae. IUCN kategoriserar arten globalt som otillräckligt studerad. Inga underarter finns listade i Catalogue of Life.